# 马群站 (南京有轨电车)
马群站是南京麒麟有轨电车的起讫站，位于马群地铁站东南侧，于2017年10月31日启用。
马群至终点站石杨路站仅需26分钟。马群有轨电车车站在未来将与马群地铁站通过马群换乘中心连廊连接。

## 接驳交通

### 地铁
- 南京地铁 █ 2号线、 █ S6号线马群站
- 南京地铁12号线（規劃中）马群站

## 周边
- 南京马群汽车客运站
- 花园城
- 钟山职业技术学院
- 江苏省戏剧学校